# ديفيد مونتغمري
ديفيد مونتغمري (بالإنجليزية: David Montgomery) (1 ديسمبر، 1927 – 2 ديسمبر، 2011) بروفيسور في التاريخ من جامعة ييل.
اعتبر مونتغمري واحداً من أقدم الأكاديميين المختصّين في «تاريخ العمل» في الولايات المتحدة وكتب عن هذا الموضوع على نطاقٍ واسع. يرجع إليه الفضل في تأسيس مجال جديد هو «تاريخ العمل الجديد» في الولايات المتحدة مع كل من ديفيد برودي وهيربرت غاتمان.

## سيرته الذاتية
بعد أن كان ضابطاً في فيلق القوات البرية الأمريكي الهندسي الذي سُرّح منه برتبة رئيس رقباء بشرف، دخل مونتغمري كلية سوارثمور وتخرج منها عام 1950 بأعلى مرتبة شرف وحصل على درجة البكالوريوس في العلوم السياسية.
على مدى 10 سنوات، عمل في مدينة نيويورك ثم في سانت باول (مينيسوتا). ثم انخرط في نشاطات اتحاد نقابة العمال كعضو نشط ممثل لعمال الكهرباء والرابطة الدولية للميكانيكيين وسائقي الشاحنات. شغل مناصب عديدة منها عامل متجر وعضو لجنة تشريعية وعضو المجلس التنفيذي المحلي.
أصبح مونتغمري عام 1951 أو 1952 عضواً في الحزب الشيوعي الأمريكي، حيث كانت لمواقف الحزب إزاء القضايا الدولية والعدالة والعدالة العرقية والعمل النقابي الاجتماعي دوراً في انضمامه لهذا الحزب. كما كان ناشطاً في صفوف الحزب في مدينة نيويورك ولفترة وجيزة في مدينة سانت بول. ترك مونتغمري الحزب عام 1957. لكن كان لعمله في الحزب الشيوعي أثر واضح على أبحاثه المتعلقة بالتطرف في العمل. استهدف ديفيد مراراً وتكراراً من مكتب التحقيقات الفيدرالي أثناء عمله كمنظم عمل للميكانيكيين في سانت بول.

### العمل الأكاديمي
عام 1959، التحق مونتغمري كلية الدراسات العليا في جامعة مينيسوتا وحصل على دكتوراة في الفلسفة عام 1962. تم التعاقد معه في السنة التالية للعمل كبروفيسور في التاريخ في جامعة بيتسبرغ حيث بقي فيها لمدة 14 عاماً. خلال عمله في بيتسبرغ، ألّف مونتغمري كتابه الأول «ما وراء المساواة: العمل والنظام الجمهوري الراديكالي 1862-1872» (Beyond Equality: Labor and the Radical Republicans, 1862-1872)، ونشره عام 1967. قضى مونتغمري بعد ذلك عامين في إنجلترا مع المؤرّخ إدوارد بالمر تومبسون لتأسيس مركز لدراسات التاريخ الاجتماعي في جامعة ورك. ثم عمل كمدرّس زائر في جامعة إوكسفورد وعدد من الجامعات الأخرى في البرازيل وكندا وهولندا.
بعد عودته للولايات المتحدة، عاد مونتغمري لجامعة بيتسبرغ وأصبح رئيس قسم فيها. عمل في معاهد أخرى عديدة إلى أن قبل بمنصب في جامعة ييل. كان مونتغمري يدرّس عن تاريخ العمال في الولايات المتحدة والحرب الأهلية الأمريكية وعصر إعادة الإعمار والهجرة. عام 1988، نُشر كتابه "The Fall of the House of Labor: The Workplace, the State, and American Labor Activism, 1865-1925" على نطاقٍ واسع، حتى أن نعوم تشومسكي أستاذ اللغويات الشهير المثير للجدل أشار إلى أن هذا الكتاب هو الوحيد الذي أرّخ لنضال العمال الأمريكيين وترشح الكتاب للمراحل النهائية في جائزة بوليتزر.
شجّع مونتغمري جيل للمؤرخين في مجال العمل على إعادة النظر في المسائل الأساسية المتعلقة بتاريخ العمل وبالتالي وضع تعريف جديد لتاريخ العمل يدرس ثقافة الطبقة العاملة بدلاً من دراسة منظماتهم.
عام 2001، نشر مونتغمري كتاباً بالتعاون مع البروفيسور هوراس هانتلي من معهد الحقوق المدنية في برمنغهام وعنوانه «صراغ العمال السود من أجل المساواة في برمنغهام» وقد اعتمد على التاريخ الشفوي لتفسير وكشف ضلوع الأمريكيين الأفارقة في مختلف النقابات تنظيمات الحركات العمالية للحصول على حقوق مدنية.
أثناء عقد 1990، كتب مونتغمري وتحدث عن الحرية الأكاديمية داعياً إلى زيادة توافر المعلومات لأغراض البحث وللحصول على نطاق أوسع من الحرية الأكاديمية. ادعى أن الوصول للمعلومات في ظل إدارة الرئيس جورج دبليو بوش والرئيس بيل كلينتون قد تم الحد منها ما يعني حرية أقل. كما انتقد قانون باتريوت آكت وأحكامه المتعلقة بمراقبة الأكاديميين وأمناء المكتبات، إذ أن هذه الأحكام معيقة للحرية الأكاديمية.
شغل مونتغمري منصب رئيس منظمة المؤرخين الأمريكيين من 1999 حتى 2000.

## مؤلفاته
- ما بعد المساواة: العمل والجمهوريون الراديكاليون، 1862-1872" - "Beyond Equality: Labor and the Radical Republicans, 1862-1872". Illini Books ed. Champaign, Ill.: University of Illinois Press, 1981. ISBN 0-252-00869-3
- «نضال العمال السود للحصول على المساواة في برمنغهام» - "Black Workers' Struggle for Equality in Birmingham". Champaign, Ill.: مطبعة جامعة إلينويز، 2004. ISBN 0-252-02952-6
- «العمال المواطنون: خبرة العمال في الولايات المتحدة الأمريكية مع الديمقراطية والسوق الحر خلال القرن التاسع عشر» - Citizen Worker: The Experience of Workers in the United States with Democracy and the Free Market during the Nineteenth Century. نيويورك: مطبعة جامعة كامبريدج، 1994. ISBN 0-521-42057-1
- «سقوط بيت العمل: مكان العمل، الولاية، ونشطاء العمال الأمريكيون، 1865-1925» - The Fall of the House of Labor|The Fall of the House of Labor: The Workplace, the State, and American Labor Activism, 1865-1925. نيويورك: نقابة مطبعة جامعة كامبريدج، 1987. ISBN 0-521-22579-5
- «سيطرة العمال في أمريكا: دراسات في تاريخ العمل والتكنولوجيا وصراعات العمال» - Workers' Control in America: Studies in the History of Work, Technology, and Labor Struggles. نيويورك: مطبعة جامعة كامبريدج 1979. ISBN 0-521-22580-9

## وصلات خارجية
- «في الذاكرة: ديفيد مونتغمري» أخبار ييل، 8 ديسمبر، 2011. news.yale.edu/
- David Montgomery, "OAH لجنة الحريات الأكاديمية نسخة محفوظة 8 سبتمبر 2008 على موقع واي باك مشين.، " OAH Newsletter 32, no. 4 (نوفمبر 2004)، 5.
- Jon Wiener, "David Montgomery, 1927-2011," ذا نيشن (مجلة)، 2 ديسمبر، 2011.